# Rob Hollink
Rob Hollink (Enschede, 27 maart 1962) is een Nederlandse pokerspeler. Hij won in 2005 het finaletoernooi van de European Poker Tour in Monte Carlo (goed voor €635.000,-) en werd tijdens de World Series of Poker 2008 de eerste Nederlander ooit die een WSOP-toernooi won. In augustus 2003 won hij al als eerste Nederlander ooit een toernooi van het World Championship of Online Poker (het $109 No Limit Texas Hold'em Heads Up-evenement, goed voor een hoofdprijs van $12.800,-), onder zijn gebruikelijke pseudoniem batoelrob.
Tot aan mei 2020 won Hollink meer dan $3.700.000 in live-toernooien.
In 2016 werd Hollink opgenomen in de Nederlandse Poker Hall of Fame, samen met Lex Veldhuis en Peter Voolstra.

## Wapenfeiten
Hollink boekte verscheidene aansprekende resultaten op de World Series of Poker (WSOP). In juni 2008 won Hollink daarbij de (officieuze) wereldtitel in event #30 ($10.000,- Limit Hold'em) tijdens de WSOP in Las Vegas. De prijs bestond uit een gouden armband (de bracelet, een traditionele WSOP-trofee) en een geldbedrag van $496.931. Dit was de eerste keer ooit dat een Nederlander een bracelet won (op de WSOP 2009 werd hij opgevolgd door Marc Naalden). Hollinks totale prijzengeld op de WSOP kwam daarmee op $684.685,-. Dat hij als eerste Nederlander ooit een WSOP-toernooi zou winnen, werd eerder voorspeld door een andere vooraanstaande Nederlandse pokerspeler, Marcel Lüske.
Hollink is tevens auteur van diepgravende pokeranalyses, doorgaans met een wiskundige insteek. Deze verschenen onder meer in CardPlayer en Poker Magazine.

## World Series of Poker bracelets
| Jaar | Toernooi                                 | Prijs    |
| ---- | ---------------------------------------- | -------- |
| 2008 | $10.000 Limit Hold'em World Championship | $496,931 |

## Titels
Tot de toernooien die Hollink won die niet behoren tot de WSOP of EPT, vallen onder meer:
- het FF10.000 European Pot Limit Omaha Championship van de Euro Finals of Poker 2001 in Parijs
- het HFl 400 Pot Limit Omaha-toernooi van de Master Classics of Poker 2001
- het 500 Pot Limit Omaha-toernooi van de Austrian Masters 2002 in Wenen
- het €3.000 Pot Limit Omaha-toernooi van de Euro Finals of Poker 2003 in Parijs
- het €200 Pot Limit Omaha-toernooi van het Vienna Spring Festival 2003
- het €250 Pot Limit Omaha-toernooi van het de World Heads Up Poker Championships 2004 in Barcelona
- de €500 No Limit Hold'em Freezeout van de World Heads Up Poker Championships 2005 in Barcelona
- het €1.000 Main Event - No Limit Hold'em-toernooi van de Austrian Classics 2005 in Wenen
- het € 320 Limit Hold'em-toernooi van de Master Classics of Poker 2005
- het $2.000 No Limit Hold'em-toernooi van de Fourth Annual Five-Star World Poker Classic 2006 in Las Vegas
- het €6.000 No Limit Hold'em-toernooi van de WPT Amsterdam 2017 in Amsterdam